# Lorraine Downes
Lorraine Elizabeth Downes, née le 12 juin 1964 à Auckland (Nouvelle-Zélande), est une reine de beauté néo-zélandaise. Elle a gagné le titre de Miss Univers 1983, devenant ainsi la seule Miss Nouvelle-Zélande ayant gagné la couronne.

## Miss Univers
Après avoir gagné le titre de Miss Nouvelle-Zélande, Lorraine est qualifiée pour l'élection de Miss Univers, à Saint-Louis, aux États-Unis. Lorraine termine deuxième pour le défilé en robe de soirée, troisième pour l'interview et quatrième en maillot de bain. Elle est classée troisième dans le top 5, derrière les Miss États-Unis et Suisse. Elle défile ensuite dans une robe bleu nuit. Elle est couronnée Miss Univers, et devient ainsi la première Miss Nouvelle-Zélande ayant gagné le titre.

## Après Miss Univers
En 1986, elle se marie avec le rugbyman néo-zélandais Murray Mexted, avec qui elle a eu deux enfants, avant de divorcer en 2001. Elle a ensuite épousé le joueur de cricket néo-zélandais Martin Crowe (en).
En 2006, elle a remporté l'émission de télévision Dancing with the Stars, version néo-zélandaise de Danse avec les stars, avec son partenaire Aaron Gilmore.

## Sources
- (en) Cet article est partiellement ou en totalité issu de l’article de Wikipédia en anglais intitulé « Lorraine Downes » (voir la liste des auteurs).